# Synorthus pygmaeus
Synorthus pygmaeus is een keversoort uit de familie pilkevers (Byrrhidae). De wetenschappelijke naam van de soort is voor het eerst geldig gepubliceerd in 1910 door Broun.